# ダラーラ・GP3/13
ダラーラ・GP3/13（Dallara GP3/13）は、イタリアのレーシングカーコンストラクター、ダラーラが製作したフォーミュラカーである。2013年から2015年までGP3シリーズで使用された。
2010年から2012年までGP3/10で使用されていた280bhpのターボチャージャー付き直列4気筒エンジンは、400bhpの3.4 L (207 cu in) 自然吸気V型6気筒エンジンにアップグレードされ、当初の見積もりでは、シャシーは前モデルのGP3/10よりも1周あたり最大3秒速くなると示唆されていたが、エストリル・サーキットでのシーズン前テストで正確であることが証明された。